# Hypocala biarcuata
Hypocala biarcuata är en fjärilsart som beskrevs av Walker 1858. Hypocala biarcuata ingår i släktet Hypocala och familjen nattflyn. Inga underarter finns listade i Catalogue of Life.